# Zidni plašč
Zidni plašč (tudi visoki plašč) je nekakšno krožno obzidje določene višine, ki obdaja jedro gradu kot zaščitni plašč. Zidne plašče so gradili že od 13. stoletju in lahko so nastali kot povečanje obstoječega obzidja. V primerjavi s ščitnim zidom so imeli manjšo moč, a isto funkcijo obrambnega značaja. Stanovanjske stavbe in gospodarska poslopja so običajno zrasla neposredno ob zidnem plašču.

## Zasnova in razmejitev
Pojem zidnega plašča se je v kastelologiji uveljavil šele v zadnjih desetletjih za posebej visoko krožno obzidje, ki je varovalo grad v celoti ali delno. Včasih imenovan »visok plašč« je bil navadno presenetljivo visok ščitni zid kot del obzidja. Tipična primera sta na gradu  Schönburg v Oberwesel am Rhein in grad Ortenberg v Alzaciji. Pri Ortenburgu zidni plašč teče ob ostrogu in na krilu gradu in se drži bergfrida, kjer na splošno primanjkuje »pravega« obzidja.
Podoben koncept je mogoče videti v pfalškem gradu Grafenstein. Tukaj zidni plašč obsega tudi bergfrid. Hesenski grad Lindenfels je imel zidni plašč in bergfrid, od katerega je danes ohranjen le niz zidanih temeljev.
Pogosto je bil zidni plašč le naknadno povečanje starejših krožnih obzidij, tako da njegove funkcije ni mogoče izpeljati iz tlorisa gradu. Tudi konstrukcija in vojaške tehnične podrobnosti teh obrambnih konceptov po navadi ne ustrezajo običajnemu krožnemu obzidju.
Razliki od običajnega obzidja sta zlasti višina in zapleten ščitni zid. Ščitni plašč je tako ena od mnogih nejasnosti in se vedno ne uporablja kot enotna terminologija v kastelologiji. V srednjeveških virih pomeni "plašč" pogosto spodnje dele obzidja ali ščitni zid.

## Gradovi s ščitnim plaščem
Impresiven primer v celoti z zidnim plaščem oblikovanega gradu je grad Eisenberg blizu Fussena, Allgäu, Bavarska. Zidni plašč je bil za zaščito in statusni simbol, ne da bi ščitil bergfrid.
V drugi svetovni vojni močno poškodovan, zdaj pa obnovljen grad Cadolzburg pri Nürnbergu je v bistvu visoko srednjeveški grad z zidnim plaščem. Grad mogočnih Nürnberških grofov iz hiše Hohenzollern velja za tip veste ('trden' ali vestunge 'trdnjava') in še vedno velja kljub obsežnim poznosrednjeveškim in zgodnjim novoveškim razširitvam kot ponazoritev tega koncepta. Krožno obzidje je tri metre debelo in skrbno zgrajeni s klesancem. Tu prevladujejo le prenovljena pročelja grajskih hiš z dvokapnicami in vitkim vhodnim stolpom. Manjka temu primeren bergfrid, ki ga nekateri današnji raziskovalci razlagajo kot klasičen grad in statusni simbol srednjeveškega plemiškega gradu. Predvsem v tem gradu pa je težko razmejiti zidni plašč od visokega krožnega obzidja.
V zgornjebavarski Anlautertal, stranski dolini bolj znani kot Altmühltal, ležijo le nekaj kilometrov narazen trije manjši gradovi z zidnim plaščem. Vsem manjka bergfrid. V gradu Brunneck je krožno obzidje za obzidanim jarkom. Pomemben za oblikovanje zidnega plašča sta grad v ruševinah Rumburk in grad Rundeck (mejni grad).
Ilustrativni primeri gradov z zidnim plaščem so tudi trdnjava Dilsberg nad dolino Neckar in Leuchtenburg na Južnem Tirolskem.